# ФК «Ферст Вієнна» в сезоні 1929—1930
ФК «Ферст Вієнна» в сезоні 1929—1930 — 36-й сезон австрійського футбольного клубу «Ферст Вієнна».

## Склад і статистика
| Нац.         | Ім'я              | Ліга     | Ліга     | Кубок Австрії | Кубок Австрії | Кубок Мітропи | Кубок Мітропи | Кубок Націй | Кубок Націй | Разом    | Разом    |          |          |          |
| Нац.         | Ім'я              | Матчі    | Голи     | Матчі         | Голи          | Матчі         | Голи          | Матчі       | Голи        | Матчі    | Голи     |          |          |          |
| Воротарі     | Воротарі          | Воротарі | Воротарі | Воротарі      | Воротарі      | Воротарі      | Воротарі      | Воротарі    | Воротарі    | Воротарі | Воротарі | Воротарі | Воротарі | Воротарі |
| ------------ | ----------------- | -------- | -------- | ------------- | ------------- | ------------- | ------------- | ----------- | ----------- | -------- | -------- | -------- | -------- | -------- |
| Австрія      | Карл Горешовський | 18       | 0        | 5             | 0             | 2             | 0             | 4           | 0           | 29       | 0        |          |          |          |
| Австрія      | Роберт Фрідль     | 2        | 0        | 0             | 0             | 2             | 0             | 0           | 0           | 4        | 0        |          |          |          |
| Захисники    |                   |          |          |               |               |               |               |             |             |          |          |          |          |          |
| Австрія      | Йозеф Блум        | 17       | 1        | 3             | 0             | 4             | 0             | 4           | 0           | 28       | 1        |          |          |          |
| Австрія      | Карл Райнер       | 20       | 0        | 5             | 0             | 4             | 0             | 4           | 0           | 33       | 0        |          |          |          |
| Австрія      | Рудольф Шлауф     | 2        | 0        | 0             | 0             | 0             | 0             | 0           | 0           | 2        | 0        |          |          |          |
| Австрія      | Ебгард            | 1        | 0        | 2             | 0             | 0             | 0             | 0           | 0           | 3        | 0        |          |          |          |
| Півзахисники |                   |          |          |               |               |               |               |             |             |          |          |          |          |          |
| Австрія      | Леопольд Гофманн  | 20       | 2        | 5             | 0             | 4             | 0             | 4           | 1           | 33       | 3        |          |          |          |
| Австрія      | Отто Каллер       | 20       | 1        | 5             | 0             | 4             | 0             | 3           | 0           | 32       | 1        |          |          |          |
| Австрія      | Леонард Маху      | 19       | 0        | 4             | 0             | 4             | 0             | 3           | 0           | 30       | 0        |          |          |          |
| Австрія      | Вільгельм Шаден   | 1        | 1        | 0             | 0             | 0             | 0             | 1           | 0           | 2        | 1        |          |          |          |
| Австрія      | Віллібальд Шмаус  | 0        | 0        | 1             | 0             | 0             | 0             | 1           | 0           | 2        | 0        |          |          |          |
| Нападники    |                   |          |          |               |               |               |               |             |             |          |          |          |          |          |
| Австрія      | Йозеф Адельбрехт  | 14       | 16       | 5             | 5             | 0             | 0             | 4           | 6           | 23       | 27       |          |          |          |
| Австрія      | Антон Брозенбауер | 20       | 5        | 5             | 2             | 2             | 0             | 4           | 0           | 31       | 7        |          |          |          |
| Австрія      | Карл Герольд      | 6        | 3        | 0             | 0             | 4             | 4             | 0           | 0           | 10       | 7        |          |          |          |
| Австрія      | Леопольд Гібіш    | 12       | 1        | 3             | 4             | 4             | 3             | 4           | 3           | 23       | 11       |          |          |          |
| Австрія      | Фрідріх Гшвайдль  | 19       | 3        | 4             | 4             | 4             | 3             | 4           | 6           | 31       | 16       |          |          |          |
| Австрія      | Франц Ердль       | 7        | 1        | 2             | 1             | 0             | 0             | 0           | 0           | 9        | 2        |          |          |          |
| Австрія      | Леопольд Марат    | 0        | 0        | 0             | 0             | 2             | 0             | 0           | 0           | 2        | 0        |          |          |          |
| Австрія      | Франц Лестіна     | 3        | 0        | 0             | 0             | 0             | 0             | 0           | 0           | 3        | 0        |          |          |          |
| Австрія      | Густав Тегель     | 8        | 12       | 3             | 1             | 0             | 0             | 4           | 3           | 15       | 16       |          |          |          |
| Австрія      | Йоганн Пенцінгер  | 8        | 1        | 3             | 1             | 0             | 0             | 0           | 0           | 11       | 2        |          |          |          |
| Австрія      | Франц Цілльбауер  | 5        | 1        | 0             | 0             | 4             | 0             | 0           | 0           | 9        | 1        |          |          |          |
| Австрія      | Маттіас Шиппек    | 1        | 1        | 0             | 0             | 0             | 0             | 0           | 0           | 1        | 1        |          |          |          |
| Австрія      | Вінтер ІІІ        | 1        | 1        | 0             | 0             | 0             | 0             | 0           | 0           | 1        | 1        |          |          |          |

## Чемпіонат Австрії

### Турнірна таблиця
| М   | Команда                | І  | В  | Н | П  | МЗ | МП | РМ  | О  |
| --- | ---------------------- | -- | -- | - | -- | -- | -- | --- | -- |
| 1.  | Рапід (Відень)         | 20 | 13 | 4 | 3  | 67 | 29 | +38 | 30 |
| 2.  | Адміра (Відень)        | 20 | 12 | 5 | 3  | 56 | 34 | +22 | 29 |
| 3.  | Ферст Вієнна           | 20 | 12 | 4 | 4  | 51 | 31 | +20 | 28 |
| 4.  | Вінер АК               | 20 | 10 | 5 | 5  | 39 | 29 | +10 | 25 |
| 5.  | Аустрія (Відень)       | 20 | 9  | 2 | 9  | 56 | 43 | +13 | 20 |
| 6.  | Флорідсдорфер          | 20 | 6  | 6 | 8  | 35 | 45 | −10 | 18 |
| 7.  | ФК «Ніколсон» (Ві́день) | 20 | 6  | 6 | 8  | 28 | 45 | −17 | 18 |
| 8.  | Ваккер (Відень)        | 20 | 7  | 3 | 10 | 34 | 47 | −13 | 17 |
| 9.  | Вінер Шпорт-Клуб       | 20 | 6  | 3 | 11 | 33 | 47 | −14 | 15 |
| 10. | Хакоах (Відень)        | 20 | 4  | 2 | 14 | 31 | 61 | −30 | 10 |
| 11. | Герта (Відень)         | 20 | 3  | 4 | 13 | 33 | 52 | −19 | 10 |

## Кубок Австрії
| 1/16 фіналу 18.01.1930                                                                                              | «Бевегунг ХХ» | 1:3  | «Ферст Вієнна»                           | Відень                                                 |  |
| | Радич 7'      | звіт | 2' Гшвайдль 38' Пенцінгер 47' Адельбрехт | Стадіон: БАК-Плац Глядачі: 1300 Суддя: Теордор Мантлер |  |
| Вієнна: Горешовський — Райнер, Ебгард — Каллер, Гофманн, Маху — Брозенбауер, Адельбрехт, Гшвайдль, Пенцінгер, Ердль |               |      |                                          |                                                        |  |

| 1/8 фіналу 01.02.1930                                                                                               | «Ферст Вієнна»                                                                     | 8:2  | «Брігіттенауер»                     | Відень                                                   |  |
| | Адельбрехт 7' 52' 78' Гшвайдль 29' 86' Гібіш 40' 55' Брозенбауер 42' Пенцінгер 21' | звіт | 8' 66' Трінкль 15' Дрозда 17' Пруга | Стадіон: Гоге Варте Глядачі: 1500 Суддя: Теордор Мантлер |  |
| Вієнна: Горешовський — Райнер, Ебгард — Каллер, Гофманн, Маху — Брозенбауер, Адельбрехт, Гшвайдль, Пенцінгер, Гібіш |                                                                                    |      |                                     |                                                          |  |

| 1/4 фіналу 15.03.1930                                                                                           | «Ферст Вієнна»         | 2:1 (0:0) | «Флорідсдорфер» | Відень                                               |  |
| | Ердль 91' Тьогель 103' | звіт      | 95' Лангер      | Стадіон: Ваккер-Плац Глядачі: 5000 Суддя: Йоганн Бек |  |
| Вієнна: Горешовський — Райнер, Блум — Каллер, Гофманн, Маху — Брозенбауер, Адельбрехт, Пенцінгер, Тегель, Ердль |                        |           |                 |                                                      |  |

| 1/2 фіналу 27.04.1930 | «Ферст Вієнна»                                       | 4:0  | «Рапід» | Відень                                                        |  |
| | Адельбрехт 4' Брозенбауер 18' Гібіш 56' 83' Маху 57' | звіт |         | Стадіон: Ваккер-Плац Глядачі: 10 000 Суддя: Ганс Франкенштайн |  |
| Вієнна: Горешовський — Райнер, Блум — Каллер, Л.Гофманн, Маху — Брозенбауер, Адельбрехт, Гшвайдль, Тегель, Гібіш Рапід: Бугала — Шрамзайс, Цейка — Й.Гоффманн, Й.Смістик, Мадльмаєр — Кірбес, Веселік, Кабурек, Луеф, Весели |                                                      |      |         |                                                               |  |

| Фінал 10.05.1930 | «Ферст Вієнна» | 1:0  | «Аустрія» | Відень                                                      |  |
| | Гшвайдль 77'   | звіт |           | Стадіон: Пфаррвізе Глядачі: 12 000 Суддя: Ганс Франкенштайн |  |
| Вієнна: Карл Горешовський — Карл Райнер, Йозеф Блум — Отто Каллер, Леопольд Гофманн, Віллібальд Шмаус — Антон Брозенбауер, Йозеф Адельбрехт, Фрідріх Гшвайдль, Густав Тегель, Леопольд Гібіш, тренер: Фердинанд Фрітум Аустрія: Йоганн Білліх — Еміль Регнард, Йоганн Тандлер — Карл Граф, Йоганн Мокк, Карл Галль — Йозеф Мольцер, Вальтер Науш, Маттіас Сінделар, Йоганн Рідеріх, Рудольф Фіртль, тренер: Роберт Ланг |                |      |           |                                                             |  |

## Кубок Мітропи
| 1/4 перший матч 23.06.1929 | «Хунгарія» (Будапешт) | 1:4 | «Ферст Вієнна»                        | Будапешт                                                                        |  |
| | 14' Шкварек           |     | 6' Гібіш 20' 35' Герольд 68' Гшвайдль | Стадіон: Хунгарія Керут Глядачі: 7 000 Суддя: Франтішек Цейнар (Чехословаччина) |  |
| Хунгарія: Уйварі — Манді, Кочиш — Ребро, Клебер, Шнайдер — Єкль, Мольнар (к), Кальмар, Шкварек, Хірзер тренер: Ревес Вієнна: Горешовський — Райнер, Блум (к) — Каллер, Гофманн, Маху — Марат, Герольд, Гшвайдль, Цілльбауер, Гібіш, тренер: Фрітум |                       |     |                                       |                                                                                 |  |

| 1/4 другий матч 07.07.1929 | «Ферст Вієнна» | 1:0 (5:1 заг.) | «Хунгарія» (Будапешт) | Відень                                                           |  |
| | 75' Гшвайдль   |                |                       | Стадіон: Гоге Варте Глядачі: 18 000 Суддя: Чезаре Ленті (Італія) |  |
| Вієнна: Горешовський — Райнер, Блум (к) — Каллер, Гофманн, Маху — Марат, Герольд, Гшвайдль, Цілльбауер, Гібіш, тренер: Фрітум Хунгарія: Немет — Манді, Кочиш — Надлер, Клебер (к), Шнайдер — Єкль, Кальмар, Шебеш, Хірзер, Опата, тренер: Ревес |                |                |                       |                                                                  |  |

| 1/2 перший матч 18.08.1929 | «Ферст Вієнна» (Відень)                | 3:2 | «Славія» (Прага)        | Відень                                                            |  |
| | 25' Герольд 40' 84' Гібіш 50' Гшвайдль |     | 10' 89' Пуч 84' Женишек | Стадіон: Гоге Варте Глядачі: 12 000 Суддя: Ференц Клюг (Угорщина) |  |
| Вієнна: Фрідль — Райнер, Блум(к) — Каллер, Гофманн, Маху — Брозенбауер, Герольд, Гшвайдль, Цілльбауер, Гібіш, тренер: Фрітум Славія: Планічка — Новак, Женишек — Водічка, Плетиха(к), Чіпера — Юнек, Йоска, Свобода, Пуч, Кратохвіл, тренер: Мадден |                                        |     |                         |                                                                   |  |

| 1/2 другий матч 28.08.1929 | «Славія» (Прага)               | 4:2 (6:5 заг.) | «Ферст Вієнна» (Відень) | Прага                                                        |  |
| | 54' 65' Пуч 82' Йоска 84' Юнек |                | 51' Гібіш 89' Герольд   | Стадіон: Летна Глядачі: 18 000 Суддя: Ференц Клюг (Угорщина) |  |
| Славія: Планічка — Новак, Женишек — Водічка, Плетиха(к), Чіпера — Юнек, Йоска, Свобода, Пуч, Кратохвіл, тренер: Мадден Вієнна: Фрідль — Райнер, Блум(к) — Каллер, Гофманн, Маху — Брозенбауер, Герольд, Гшвайдль, Цілльбауер, Гібіш, тренер: Фрітум |                                |                |                         |                                                              |  |

## Кубок Націй
| 1 раунд 28.06.1930 | «Серветт» | 0:7 (0:5)  | «Ферст Вієнна»                                                        | Шармілле, Женева |  |
| |           | (Протокол) | 17' (аг) Мінеллі 24', 28', 45', 82' Адельбрехт 44' Гібіш 51' Гшвайдль | Глядачі: 10 000  |  |
| «Серветт»: П'єр Може — Северіно Мінеллі, Шарль Був'є — Август Гезер, Курт Піхлер, Макс Освальд — Гастон Чиррен, Карл Лінк, Раймон Пасселло, Жорж Шабанель, Пепіто Родрігес, тренер: Тедді Дакворт «Вієнна»: Карл Горешовський — Карл Райнер, Йозеф Блум — Отто Каллер, Леопольд Гофманн, Віллібальд Шмаус — Антон Брозенбауер, Йозеф Адельбрехт, Фрідріх Гшвайдль, Густав Тегель, Леопольд Гібіш, тренер: Фердинанд Фрітум |           |            |                                                                       |                  |  |

| 1/4 фіналу 02.07.1930 | «Ферст Вієнна»                                    | 7:1 (4:1)  | «Фюрт»            | Шармілле, Женева |  |
| | Гшвайдль 15' 25' 35' Тегель 32' 59' 60' Гібіш 62' | (Протокол) | 20' Карл Руппрехт | Глядачі: 7 000   |  |
| «Вієнна»: Карл Горешовський — Карл Райнер, Йозеф Блум — Отто Каллер, Леопольд Гофманн, Леонард Маху — Антон Брозенбауер, Йозеф Адельбрехт, Фрідріх Гшвайдль, Густав Тегель, Леопольд Гібіш, тренер: Фердинанд Фрітум «Фюрт»: Негер — Гаген, Клайнлайн — Фюрш, Лайнбергер, Бек — Франц, Карл Руппрехт, Ауер, Франц, Кіслінг |                                                   |            |                   |                  |  |

| 1/2 фіналу 05.07.1930 | «Славія»            | 3:1 (3:1)  | «Ферст Вієнна» | Шармілле, Женева |  |
| | 15' 30' 55' Свобода | (Протокол) | 6' Гшвайдль    | Глядачі: 14 000  |  |
| «Славія»: Франтішек Планічка — Ладислав Женишек, Антонін Новак — Антонін Водічка, Адольф Шимперський, Вілем Кьоніг — Франтішек Юнек, Їндржих Шолтис, Франтішек Свобода, Антонін Пуч, Йозеф Кратохвіл, тренер: Джон Мадден «Вієнна»: Карл Горешовський — Карл Райнер, Йозеф Блум — Отто Каллер, Леопольд Гофманн, Леонард Маху — Антон Брозенбауер, Йозеф Адельбрехт, Фрідріх Гшвайдль, Густав Тегель, Леопольд Гібіш, тренер: Фердинанд Фрітум |                     |            |                |                  |  |

| за 3 місце 06.07.1930 | «Серветт»   | 1:5 (0:3)  | «Ферст Вієнна»                                       | Шармілле, Женева |  |
| | Поретті 56' | (Протокол) | 9' Гібіш 25' Гофманн 41' Гшвайдль 59' 80' Адельбрехт | Глядачі: 15 000  |  |
| «Серветт»: П'єр Може (Жан Фрідль, 46) — Северіно Мінеллі (Едмонд Баї, 30), Джон Дюбуше — Август Гезер, Ганс Ругг, Макс Освальд — Гастон Чиррен, Лохер, Раймон Пасселло, Альдо Поретті, Шарль Був'є, тренер: Тедді Дакворт «Вієнна»: Карл Горешовський — Карл Райнер, Йозеф Блум — Вільгельм Шаден, Леопольд Гофманн, Леонард Маху — Антон Брозенбауер, Йозеф Адельбрехт, Фрідріх Гшвайдль, Густав Тегель, Леопольд Гібіш, тренер: Фердинанд Фрітум |             |            |                                                      |                  |  |